# Liste der Fornminnen in Stigsjö

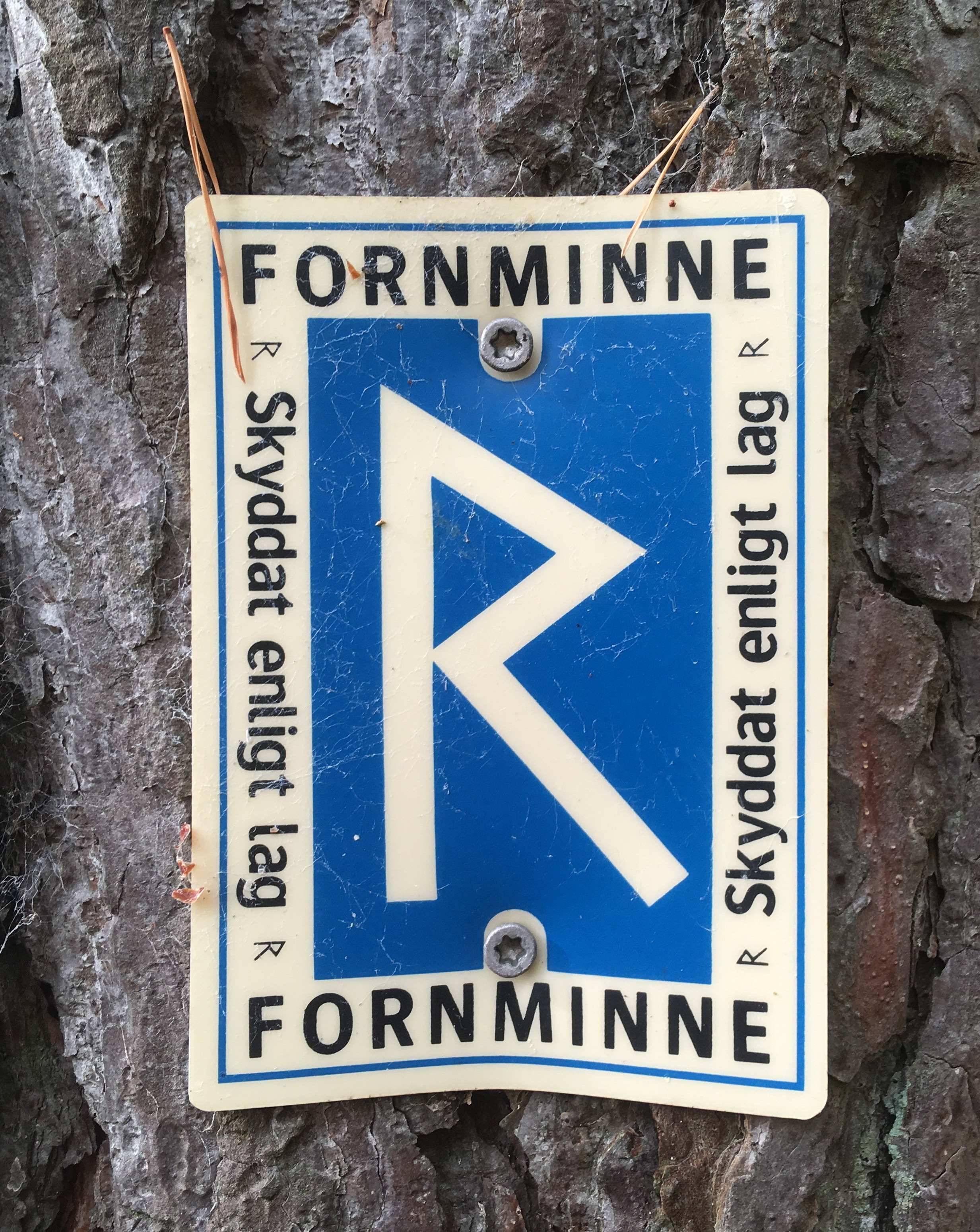
Zeichen für „Fornminnen“ in Schweden

Diese Liste der Fornminnen in Stigsjö zeigt die „Alten/antiken Denkmale“ (schwedisch fornminnen) im ehemaligen Socken Stigsjö in der heutigen Gemeinde Härnösand der schwedischen Provinz Västernorrlands län, sie ist eine Teilliste der „Liste der Fornminnen in Västernorrland“. Die Aufteilung basiert auf der historischen Zuordnung der Gebiete in Socken (siehe auch) und der Einteilung des Zentralamts für Denkmalpflege Riksantikvarieämbetet (RAÄ). Es werden die Fornminnen aufgeführt, die auf dem Suchdienst „Fornsök“ registriert sind, welcher weitere Informationen zu den bekannten kulturhistorischen Überresten in Schweden enthält.

## Begriffserklärung
Fornminnen (schwedisch für alte/antike Denkmale oder archäologische Funde) sind in Schweden alte Objekte und archäologische Funde (Fornlämningar), welche die Überreste menschlicher Aktivitäten in der Vergangenheit bezeichnen, die durch frühere Nutzung entstanden sind und dauerhaft aufgegeben wurden. Dabei gilt für Fornminnen, die vor 1850 entstanden sind, dass sie automatisch durch das Gesetz geschützt sind. Aber auch jüngere Überreste können zu Bodendenkmalen erklärt werden, wenn sie sich an ihrem ursprünglichen Standort befinden und weitgehend erdgebunden sind. Als Fornminnen zählen u. a. Siedlungen und Siedlungsreste aus prähistorischer Zeit, Gräber und Grabstätten, Burgruinen, Ruinen von Klöstern, Kirchen und Schlössern, Steine und Felsen mit Inschriften und Bildern (z. B. Runensteine und Petroglyphen), insofern sie nicht schon als Einzeldenkmal unter Byggnadsminnen (schwedisch für Baudenkmale) oder kyrkliga Kulturminnen (schwedisch für kirchliches Kulturgut) ausgewiesen sind.

## Legende
| ID           | = | ID.Nr. des Denkmalregisters (Fornsök) im schwedische Amt für nationales Kulturerbe (Riksantikvarieämbetet (RAÄ)) |
| Lage         | = | Koordinatenangabe des Standorts                                                                                  |
| Bezeichnung  | = | Bezeichnung des Denkmalobjekts (auch RAÄ-Nr.)                                                                    |
| Beschreibung | = | Name (Denkmaltyp/Dokumentenverweis im Arkivsök) sowie eine kurze Beschreibung des Objekts                        |
| Bild         | = | Bild des Objekts sowie Verweis auf weitere Bilder                                                                |

## Liste Fornminnen Stigsjö
| ID             | Lage    | Bezeichnung (RAÄ-Nr.) | Beschreibung | Bild           |
| -------------- | ------- | --------------------- | --- | -------------- |
| 10249400010001 | (Karte) | Stigsjö 1:1           | Stigsjö 1:1 (Gedenkstein / L1935:1427) etwa 10 x 3 m großer eiszeitlicher Findling, als Gedenkstein mit Aufschrift markiert; befindet sich nördlich der Ortschaft Starred, am Nordufer des Sees Gussjön. Die Aufschrift befindet sich an der Südseite auf einer geraden Fläche von 1,6 x 0,7 m und lautet: "MMSEDHNE / 1788 NED SATT FOD AF / 8TA BARN 4S 4D EBES / M K1825 / E M / O B / AMS SMD" Sie wurde wahrscheinlich von einem Landwirt aufgebrachtet. | Weitere Bilder |
| 10249400160001 | (Karte) | Stigsjö 16:1          | Stigsjö 16:1 (Steinofen / L1935:1266) flacher Steinofen (auch als schwedisch „Getareugn“ - Ziegenofen bezeichnet) mit Abmessungen von 0,9 x 0,6 m und 0,4 m hoch an der Westflanke eines bewaldeten Hügels „Grofällsberget“ am Nordufer des Långsjön nahe der Ortschaft Sunne. | Weitere Bilder |
| 10249400390001 | (Karte) | Stigsjö 39:1          | Stigsjö 39:1 (Hofgrundstück / L1935:1431) Reste eines ehemaligen Gehöfts auf einer Fläche von 50 x 30 m, etwa 250 m westlich der Kirche; bestehend aus Mauerresten von 2 Hausfundamenten mit 9 x 17 m und 6 x 6 m Grundriss. | Weitere Bilder |
| 10249400750001 | (Karte) | Stigsjö 75:1          | Stigsjö 75:1 (Alm / L1935:1285) Reste eines ehemaligen Berghofs (auch als schwedisch „Smöråkers-fäbodvall“ bezeichnet) am Nordhang des Bachlaufs „Rörtjärnsbäcken“ auf einer Fläche von 320 x 60 m, bestehend aus einer Holzhütte und 3 Hausfundamenten. | Weitere Bilder |
| 10249400820001 | (Karte) | Stigsjö 82:1          | Stigsjö 82:1 (Alm / L1935:1814) Reste eines ehemaligen Bergbauernhofs (auch als schwedisch „Solbergs-fäbodvall“ bezeichnet) an einem kleinen Bachlauf am Westausläufer des Hügels „Gullmoberget“, etwa 900 m nördlich des Berghof Stigsjö 75:1, auf einer Fläche von 120 x 80 m; bestehend aus 2 Hausfundamenten mit noch sichtbaren Ofenrohren. | Weitere Bilder |
| 10249400980001 | (Karte) | Stigsjö 98:1          | Stigsjö 98:1 (Alm / L1935:1138) Reste eines ehemaligen Berggehöfts (auch als schwedisch „Skjollstabodarna“ bezeichnet) auf einer Fläche von 180 x 50 m befinden sich 13 Hüttenfundamente, bei 6 davon sind kleinere Grabhügeln nachgewiesen. Das Gebiet befindet sich etwa 1,4 km westlich der Ortschaft Kullamark am Westufer des Sees „Grundtjärnen“. | Weitere Bilder |